# Phil Neville
Philip John „Phil“ Neville (* 21. ledna 1977, Bury) je bývalý anglický fotbalový obránce, který svou kariéru strávil ve dvou anglických klubech: Manchesteru United a Evertonu. Hrál také za anglickou fotbalovou reprezentaci. 
Po sezóně 2012/13 v červnu 2013 ukončil fotbalovou kariéru. Jeho starším bratrem je další známý anglický fotbalový obránce, Gary Neville.

## Reprezentační kariéra
Zápasy Phila Nevilla za A-tým Anglie 
| Rok    | Zápasy | Góly |
| ------ | ------ | ---- |
| 1996   | 1      | 0    |
| 1997   | 7      | 0    |
| 1998   | 5      | 0    |
| 1999   | 9      | 0    |
| 2000   | 8      | 0    |
| 2001   | 4      | 0    |
| 2002   | 3      | 0    |
| 2003   | 7      | 0    |
| 2004   | 6      | 0    |
| 2005   | 2      | 0    |
| 2006   | 2      | 0    |
| 2007   | 5      | 0    |
| Celkem | 59     | 0    |

## Trenérská kariéra
Od roku 2021 byl hlavním trenérem amerického klubu Inter Miami CF. Z funkce byl odvolán 1. června 2023 poté, co jeho mužstvo prohrálo deset ze třinácti posledních zápasů.